# 'Round About Midnight
'Round About Midnight är ett album av Miles Davis, släppt år 1956. Det var Davis debut på skivbolaget Columbia.

## Låtlista
1. "'Round Midnight" (Bernie Hanighen, Thelonious Monk, Cootie Williams) - 5:55
2. "Ah-Leu-Cha" (Charlie Parker) - 5:53
3. "All of You" (Cole Porter) - 7:01
4. "Bye Bye Blackbird" (Mort Dixon, Ray Henderson) - 7:54
5. "Tadd's Delight" (Tadd Dameron) - 4:26
6. "Dear Old Stockholm" (Stan Getz, traditionell) - 7:4

## Musiker
- Miles Davis - Trumpet
- John Coltrane - Tenorsaxofon
- Philly Joe Jones - Trummor
- Red Garland - Piano
- Paul Chambers - Bas